# Mau Mau (groupe allemand)
Pour les articles homonymes, voir Mau Mau (groupe).
Mau Mau est un groupe allemand de new wave, issu du groupe Deutsch-Amerikanische Freundschaft, actif entre 1981 et 1983.

## Histoire

### Origines
Le groupe est formé en 1981 par le guitariste de DAF Wolfgang Spelmanns et le bassiste de DAF Michael Kemner. Tous deux vivaient en 1977-1978 avec Kurt Dahlke et le batteur Robert Görl dans une colocation à l'auberge Grün In à Gevelsberg-Silschede où ils dirigeaient une formation de jazz rock appelée YOU. La visite d'un concert de Wire au Ratinger Hof de Düsseldorf (9 novembre 1978) est une expérience décisive pour le groupe, qui a réorienté son style vers la new wave,. Le Düsseldorfois Gabi Delgado, du groupe Mittagspause, les rejoint en tant que chanteur, la formation change de nom pour devenir Deutsch-Amerikanische Freundschaft (DAF) et donne son premier concert le 7 février 1979 au Ratinger Hof.
En automne 1979, le bassiste Michael Kemner quitte le groupe et devient membre fondateur du groupe Fehlfarben (de Düsseldorf). Le guitariste Wolfgang Spelmanns suit en décembre 1980, après que Delgado et Görl l'aient poussé à quitter le groupe pendant la production de l'album Alles ist gut, qui permet finalement à DAF de percer commercialement. Au début, il était prévu que Spelmanns ne fasse qu'une pause avec DAF, mais en février 1981, la séparation est annoncée définitive et Spelmanns veut faire quelque chose de nouveau.

### Plaza Hotel
En mars 1981, Spelmanns enregistre un single avec une chanteuse dans le studio de Werner Lambertz à Düsseldorf. Le single (Bewegliche Ziele/Schön sein in Uniform), sur lequel apparaissent le batteur de Can Jaki Liebezeit et la chanteuse Tabu (Claudia Sennlaub, future épouse de Spelmanns), ne sort que plus de deux ans plus tard, en novembre 1983, sous le nom de Plaza Hotel.

### Mau Mau
Michael Kemner quitte les Fehlfarben en conflit après l'enregistrement du deuxième album 33 Tage in Ketten, qui a lieu en juin/juillet 1981 à Cologne. Il rejoint directement Wolfgang Spelmanns, et en octobre 1981, on annonce la création du groupe commun Mau Mau. On travaille en ce moment « de session en session » sur un album studio, auquel participent Jaki Liebezeit et deux chanteuses en tant que musiciens invités. Deux membres fixes du groupe sont ajoutés avec Gottfried Heimermann (chant, synthétiseur), qui avait auparavant participé à un groupe appelé Cortison à Aix-la-Chapelle, et le « batteur de free-jazz de Wuppertal » Lorenz Altendorf. Spelmanns, Kemner et Heimermann se partagent le chant, de plus, Claudia Sennlaub, Mascha Ohlow et l'ancien manager de DAF Bob Giddens participent à l'album en tant que chanteurs invités.
Dans le cadre de la Neue Deutsche Welle en plein essor, le groupe conclut un contrat avec la major Polydor. L'album Kraft, enregistré dans le studio de Robert Hartmann à Cologne, sort finalement en février 1982. La presse musicale réagit de manière modérée à l'album,, et est parfois même démoli. Au cours de la première moitié de l'année 1982, le groupe se produisit plusieurs fois en concert, où Mau Mau joua à quatre sans musiciens invités, se relayant au chant et aux instruments d'une chanson à l'autre. En mai 1982, suit le single Herzschlag, qui obtient un play-back radio et apparait plus tard sur diverses compilations NDW. Contrairement au LP, qui proposait une new wave proche de celle de DAF, le single sonnait plutôt comme de la Neue Deutsche Welle grâce à l'utilisation d'éléments de chansons pour enfants et de chansons à succès.
Le 1er juin 1982, Mau Mau se produit au Music Hall de Berlin en tant que groupe accompagnant l'artiste de performance Wolfgang Luthe. Wolfgang Spelmanns produisit également avec Luthe un clip dada Die vierte Dimension pour son Maxisingle Jupheidi im Morgengrauen. En janvier 1983, il est annoncé que Mau Mau avait terminé un deuxième album studio, mais que le groupe s'était soi-disant réduit au duo Spelmanns/Kemner. Ce deuxième album Auf Wiedersehen n'est pas publié, mais apparait en septembre 2013 comme bonus sur la réédition japonaise limitée de l'album Kraft.
En février 1984, Spelmanns et Kemner produisent à Berlin un single avec le « vrai Heino » Norbert Hähnel. Le single sort en 1985 et indiquait comme producteurs les « frères Edelweiss ». Kemner forme ensuite le groupe 20 Colors, tandis que Spelmanns se tourne vers l'art vidéo. 

## Discographie
- 1982 : Kraft (album)
- 1982 : Auf der Jagd (single)
- 1982 : Herzschlag (single)
- 1983 : Auf Wiedersehen (album)
- 1983 : Bewegliche Ziele (single ; sous le nom Plaza Hotel)
- 2013 : Kraft (album, réédition, contient Auf Wiedersehen)